# NK Stupčanica Olovo
NK Stupčanica je bosanskohercegovački nogometni klub iz Olova.

## Povijest
U sezoni 2010./11. Stupčanica je osvojila ligu ZDŽ ispred zeničkog Rudara što im je omogućilo plasman u Drugu ligu FBiH – Centar. U sezoni 2018./19. ponovno su osvojili županijsku ligu, a županijski kup osvajaju u sezoni 2019./20. Županijski kup osvojili su i u sezoni 2021./22., a iste sezone su igrali u šesnaestini finala Kupa BiH protiv banjalučkog Borca (1:3).
U sezoni 2021./22. nakon osvajanja Druge lige FBiH – Centar i pobjede u doigravanju nad bugojanskom Iskrom (2:1, 3:0) ostvarili su plasman u Prvu ligu FBiH.
Trenutačno se natječu u Prvoj ligi FBiH.

## Nastupi u Kupu BiH
2021./22.
- šesnaestina finala: NK Stupčanica Olovo – FK Borac Banja Luka (I) 1:3